# Wolverhampton Wanderers FC Tränare

## Wolverhampton Wanderers FC Tränare
Wolves tränare, när de har tränat laget och hur det gått för dem. 

## Tränar statistik Wolverhampton Wanderer
| Namn             | Spelade matcher | Vunna | Förlorade | Oavgjorda | Tid i klubben |
| ---------------- | --------------- | ----- | --------- | --------- | ------------- |
| Mick McCarthy    | 191             | 82    | 61        | 48        | 060721-       |
| Glenn Hoddle     | 76              | 27    | 15        | 34        | 041207-060701 |
| Stuart Gray      | 6               | 3     | 2         | 1         | 041101-041207 |
| Dave Jones       | 187             | 75    | 60        | 52        | 010103-041101 |
| John Ward        | 4               | 3     | 1         | 0         | 201218-010103 |
| Colin Lee        | 111             | 44    | 34        | 33        | 981105-201218 |
| Mark McGhee      | 159             | 65    | 55        | 39        | 951213-981105 |
| Bobby Downes     | 6               | 2     | 3         | 1         | 951113-951213 |
| Graham Taylor    | 87              | 36    | 24        | 27        | 940329-951113 |
| Graham Turner    | 383             | 164   | 117       | 102       | 861007-940316 |
| Brian Little     | 8               | 4     | 3         | 1         | 851107-860815 |
| Sammy Chapman    | 33              | 7     | 17        | 9         | 850904-851104 |
| Bill McGarry     | 12              | 2     | 7         | 3         | 840604-850704 |
| Tommy Docherty   | 48              | 9     | 27        | 12        | 820804-840408 |
| Graham Hawkins   | 80              | 25    | 29        | 26        | 820804-840408 |
| Ian Greaves      | 20              | 5     | 9         | 6         | 820202-820803 |
| John Barnwell    | 105             | 41    | 39        | 25        | 781120-810108 |
| Sammy Chung      | 97              | 37    | 35        | 25        | 760619-781108 |
| Bill McGarry     | 358             | 135   | 122       | 101       | 681101-760513 |
| Ronnie Allen     | 99              | 42    | 35        | 22        | 660901-681101 |
| Andy Beattie     | 50              | 16    | 26        | 8         | 640801-650801 |
| Stan Cullis      | 740             | 349   | 221       | 170       | 480601-640801 |
| Ted Vizard       | 94              | 48    | 28        | 18        | 440401-480531 |
| Frank Buckley    | 539             | 225   | 202       | 112       | 270701-440331 |
| Fred Scotchbrook | 58              | 25    | 23        | 10        | 260301-270630 |
| Albert Hoskins   | 75              | 32    | 31        | 12        | 240601-260301 |
| George Jobey     | 91              | 36    | 29        | 26        | 220601-240531 |
| Jack Addenbroke  | 1123            | 454   | 449       | 220       | 850801-220601 |
| George Worrall   | 4               | 1     | 2         | 1         | 770801-850531 |

(Obs bara matcher med datum i soccerbase.coms databas finns med)